# 참재첩
참재첩(학명: Corbicula leana)은 백합목 재첩과에 속하는 민물 조개이다. 대한민국, 일본의 하천과 호수 등에 분포하며 하천 담수역의 모래 바닥에서 서식한다. 둥근 삼각형 모양의 단단하고 두꺼운 패각을 가지고 있으며 흑갈색 또는 녹갈색을 띈다. 패각의 안쪽 면은 광택이 나는 백색이고 배면 가장자리에 자주색이 층을 이루고 있다. 웅성선숙을 하는 자웅동체이며 난태생이다. 7~8월의 여름철에 산란한다.